# Амбурбія
Амбурбія (лат. amburbial sacrifice, amburbia чи amburbale sacrum, з латинської — amb- «навколо», urbs — місто; разом із urvare — орати) — у Стародавньому Римі свято міста Рима, обхід міста з проведенням жертовних звірів (Suovetaurilia). Свято відбувалося на початку лютого і служило для очищення від гріхів міста Рима. Пізніше до цього ритуалу додався і грецький lustratio urbis.
Інша подібна церемонія свята у Стародавньому Римі — свято очищення полів Амбарвалії.